# 威尼斯建筑大学
威尼斯建筑大学（Università IUAV di Venezia），简称IUAV，坐落于意大利威尼托大区的首府威尼斯，是一所成立于1926年的以建筑研究为主的高等学府。
到目前为止，IUAV是意大利唯一一所专门从事所有与人类居住和生活环境有关专业的教学设计与计划编制的大学。大学现有两大校址，主校址位于威尼斯本市的主岛上，另一个校区位于同属一个大区的特雷维索市，两大校址共有数十个教学研究点，分别执行各自的教研职能。
作为全欧洲最优秀的建筑类大学之一，历年都会出现在由建筑和设计领域内最著名的杂志——《Domus》在全欧洲范围内甄选出的100所顶尖建筑和设计类大学的名单中。
在意大利国内，由CENSIS（意大利社会研究中心）官方每年发布的国内大学建筑系排行榜中，IUAV始终位居前列，最近几年的位次是：2015/2016年为全国第三名，2014/2015年度为全国第三名，其中单项排名中的学术专业水平位居全国首位，2013/2014年度为全国第四名，专业水平同样为全国首位。2012/2013年度为全国第三名。威尼斯建筑大学与米兰理工大学、都灵理工大学、费拉拉大学、萨萨里大学这四所大学的建筑系几乎代表了目前意大利建筑专业的最高水平。
威尼斯建筑大学注册学生有4997人（2012/2013学年），教师450人，行政管理人员309人。

## 历史
Università IUAV di Venezia，即威尼斯IUAV大学，因其以专门研究建筑的传统所以也常称作为“威尼斯建筑大学”，学校坐落在意大利东北部威尼托大区的首府威尼斯市的主岛上。
意大利的第一所高等建筑学院于1920年诞生于意大利的首都罗马，之后在当时的法西斯政权推动下，于1926年12月由时任威尼斯美术学院的院长Giovanni Bordiga创立了意大利的第二所建筑学院，即IUAV（Istituto Universitario di Architettura di Venezia的首字母缩写，意为威尼斯高等建筑学院），之后，意大利的另外三座城市：都灵在1929年、那不勒斯和佛罗伦萨在1930年也都建立起高等建筑学院，但在之后的几年时间内（1935年至1936年）包括意大利第一所成立的罗马建筑学院等这些建筑学院都与当地的大学合并而成为大学系统下的一个系，但威尼斯建筑大学学院则始终保持独立，没有与威尼斯大学合并，成为唯一一所从建校之初保留至今的建筑高等学院。
2001年，建校75周年之际，威尼斯建筑大学学院（IUAV）正式更名为“Università IUAV di Venezia”（即“威尼斯IUAV大学”），“IUAV”四个字母则作为大学的历史校名的缩写依然被保留在现今的校名之中，如今的校名不再有单独“建筑”（意大利语即Arichitettura）的字样，IUAV也不再局限于建筑教学，而是成为一所以建筑专业为主，同时发展多种设计专业的高等理工大学。在最新CENSIS（2015/2016）官方排名中，威尼斯IUAV大学在意大利教育部认可的四所公立理工大学（米兰理工大学、都灵理工大学、巴里理工大学、威尼斯IUAV大学）的排名中以89.0分的总分位居第二位，仅次于米兰理工大学的91.8分，在其中的学校结构和国际化程度这两个单项中高居第一。
作为意大利唯一一所专门从事所有与人类居住和生活环境有关专业的教学设计与计划编制的大学，它提供了一系列涵盖从建筑设计到产品设计，从城市规划到区域规划，环境研究，剧院设计和绘图、多媒体设计以及通讯等基础设计课程。同时学校拥有自己的设计公司（IUAV Studi&Progetti- ISP srl），公司由学校教授和毕业生组成，为私人和公共机构进行项目开发设计。

## 院系
2012年以前，威尼斯建筑大学分为三个学院：即建筑学院，设计与艺术学院，城市规划学院。2012年，三个学院被撤销，学校系统进行重新整理，如今划分为三大部门：即建筑、建造、保护部门，建筑和艺术部门，设计和复杂环境中的规划部门。
2015/2016各部门开设专业如下：
建筑、建造、保护部门
三年制学士学位课程：
- 建筑的建造和保护专业

两年制硕士学位课程：
- 建筑的新和古老专业

建筑和艺术部门
三年制学士学位课程：
- 建筑项目的技术和文化专业
- 时装设计专业
- 传媒艺术专业

两年制硕士学位课程：
- 建筑项目的技术和文化专业
- 时装设计专业
- 视觉艺术专业

设计和复杂环境中的规划部门
三年制学士学位课程：
- 工业和多媒体设计专业
- 城市和区域规划专业

两年制硕士学位课程：
- 城市土地和环境规划专业
- 产品设计专业
- 视觉传达专业
- 剧院的科学和技术专业

## 知名校友
- 卡洛·斯卡帕，意大利威尼斯人。著名建筑师、玻璃工艺与家具设计师。早年曾就读于威尼斯美术学院，毕业后进入威尼斯建筑大学从事教学及建筑设计活动。在几十年的建筑生涯中，斯卡帕参与了许多历史建筑的修复和改造以及一些较小规模的设计项目。可以说其作品遍布意大利各个城市以及其他国家，人们较为熟悉的代表作有Brion墓园、Castelvecchio博物馆、Querini Stampalia博物馆、Possagno雕塑美术馆、Olivetti商店等。

- 马里奥·博塔，瑞士提契诺州人。著名建筑师，1969年毕业于威尼斯IUAV大学。代表作有瑞士卢加诺的Gottardo银行大楼，旧金山现代艺术博物馆等。

- 斯特法诺·博埃里（義大利語：Stefano Boeri），意大利米兰人。著名建筑师，1989年毕业于威尼斯IUAV大学，设计了2015年米兰世界博览会的整体规划，米兰“垂直森林‘高层住宅等项目。

- 曼弗雷多·塔夫里（義大利語：Manfredo Tafuri），意大利罗马人。1960年毕业于罗马大学，受艺术史学家朱利奥·卡洛·阿尔甘的影响颇深，20世纪60年代成为意大利马克思主义意识形态批评家，他曾在罗马、米兰、巴勒莫大学教授建筑史，曾应邀在前苏联和美国讲学。自1968年起成为威尼斯建筑大学的教授，担任建筑史研究所主任。塔夫里是意大利著名的建筑理论家和历史学家，曾任威尼斯高等建筑学院建筑历史系主任和教授，为建筑史和建筑理论研究作出了杰出的贡献，一生发表了23部著作，1994年因病在威尼斯逝世。他的主要著作有：《建筑学的理论和历史》（1968年）、《人文主义建筑》（1972年）、《设计与乌托邦：建筑与资本主义的发展》（1973年）等。

## 地理位置
威尼斯IUAV大学位于威尼斯主岛上，主校区临近威尼斯岛的主火车站-威尼斯圣路济亚车站，可选择从火车站或者罗马广场汽车站步行前往，也可选择搭乘威尼斯水上巴士4.1、4.2、5.1、5.2这四条线路在S.Marta站下船，沿着Calle Dietro Ai Magazzini行走约500米左右即可抵达学校大门处。

## 招生录取
本科课程的入学均需参加由意大利全国统一组织的招生考试按照分数排名进行录取。
考试时间为当年的九月上中旬（具体时间请参看意大利教育部网站），考试时间100分钟，试题分为四部分：1.逻辑和常识 2.历史 3.建筑制图 4.数学和物理。
成绩公布及全国排名录取一般在考试结束后一个月内进行。